# Elegance

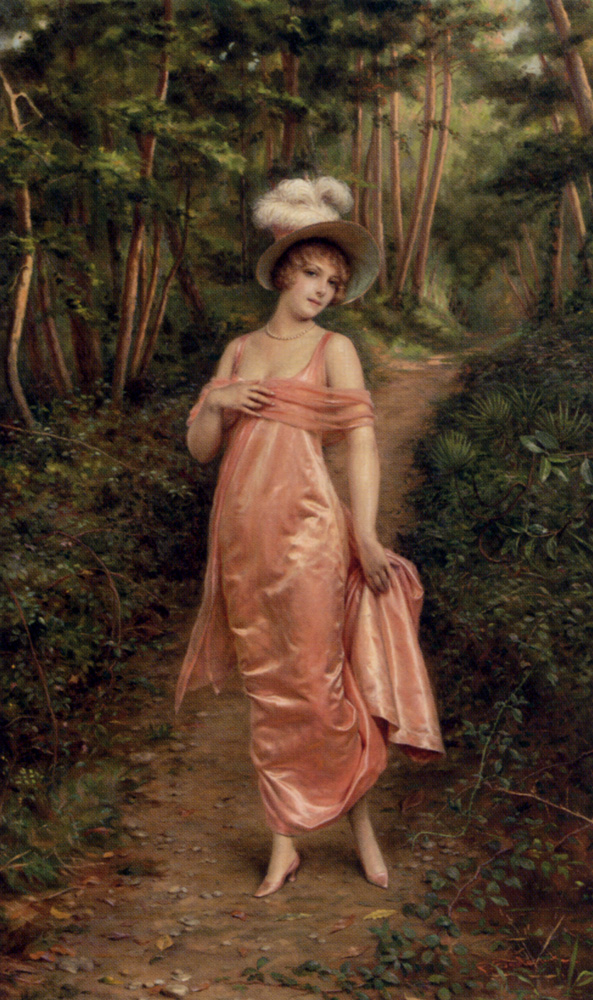
Elegance epochy od Frédérica Soulacroixe

Příklad "krásy v metodě" — jednoduché a elegantní demonstrace Pythagorovy věty.

Elegance (z lat.) je abstraktní pojem z oblasti estetiky. Je synonymem pro půvab či krásu, která je neobvykle efektivní a jednoduchá, postrádající nadbytečné a neopodstatněné. Je používán v mnoha oblastech lidské činnosti, zejména v umění, designu, ale i při filosofickém hodnocení vědeckých teorií či matematických důkazů.